# San Miguel, Catamarca
San Miguel är en ort i Argentina.   Den ligger i provinsen Catamarca, i den norra delen av landet, 1 000 km nordväst om huvudstaden Buenos Aires. San Miguel ligger 892 meter över havet och antalet invånare är 394.
Terrängen runt San Miguel är varierad. Runt San Miguel är det mycket glesbefolkat, med 2 invånare per kvadratkilometer.. Närmaste större samhälle är Saujil, 3,9 km söder om San Miguel.
Omgivningarna runt San Miguel är i huvudsak ett öppet busklandskap.